# ارتی‌جان
ارتی‌جان، روستایی از توابع بخش مرکزی شهرستان بوئین و میاندشت در استان اصفهان ایران است.

## جمعیت
این روستا در دهستان سردسیر قرار دارد و براساس سرشماری مرکز آمار ایران در سال ۱۳۸۵، جمعیت آن ۹۶ نفر (۳۲خانوار) بوده‌است.مردم این روستا به زبان ترکی تکلم میکنند